# کارابایوو
کارابایوو (انگلیسی: Karabayevo) یک شهرک در شهرستان بورایفسکی باشقیرستان کشور روسیه است.